# Харем-і Хумаюн

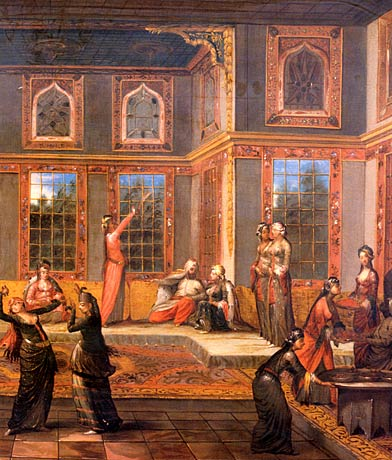
Сцена в гареме. Картина

Харем-і Хумаюн (тур. Harem-i Hümâyûn) - гарем султанів Османської імперії, що впливав на рішення султана у всіх областях політики.
Султанський гарем розташовувався у стамбульському палаці Топкапи. Тут проживали мати (валіде-султан), сестри, дочки і спадкоємці (шах-заде) султана, його дружини (кадин-ефенді), фаворитки, одаліски, невільниці-рабині (джаріє). В гаремі могло одночасно проживати від 700 до 1200 жінок. Мешканкам гарему прислужували чорні євнухи (карагалар), якими командував дарюссааде агаси. Капи-агаси, глава білих євнухів (акагалар), відповідав і за гарем і за внутрішні покої палацу (ендерун), де жив султан. До 1587 року капи-агаси мали всередині палацу владу, рівну з владою візира поза ним, потім більш впливовими стали глави чорних євнухів.
Самим гаремом фактично керувала валіде-султан. Наступними за рангом були хасекі, неожружені сестри султана, потім його дружини (кадин).
Дохід жінок султанської сім'ї становили кошти, які називали башмаклик («на черевичок»).
У султанському гаремі було мало рабинь, зазвичай наложницями ставали дівчатка, які були продані своїми батьками в школу при гаремі і пройшли в ній спеціальне навчання. Дівчаток купували у батьків у віці 5-7 років і виховували до 14-15 років. Їх навчали музиці, кулінарії, шиттю, придворному етикету, мистецтву дарувати насолоду чоловікові. Продаючи дочку в школу при гаремі, батько підписував папір, де було зазначено, що він не має на дочку ніяких прав і згоден не зустрічатися з нею до кінця життя. Потрапляючи в гарем, дівчата отримували інше ім'я.
Вибираючи наложницю на ніч, султан посилав їй подарунок (часто шаль або перстень). Після цього її відправляли в баню, одягали в гарний одяг і доставляли до дверей спальні султана, де вона чекала, поки султан ляже в ліжко. Увійшовши в спальню, вона йшла до ліжка коліньми і цілувала килим. Вранці султан посилав наложниці багаті подарунки, якщо ніч з нею йому сподобалася.
Султан міг мати фавориток (гьозде). Якщо наложниця вагітніла, вона переводилася в розряд щасливих (ікбал). Після народження дитини вона отримувала статус дружини султана (кадин). Їй надавалась окрема кімната і щоденне меню з 15 страв, а також безліч рабинь-служниць. Тільки одній з дружин султан надавав титул "султана", син якої був спадкоємцем престолу. Всі наложниці і рабині гарему, а також інші дружини, нижчі за титулом, були зобов'язані цілувати поділ сукні султани. Вище за ієрархічною системою гарему були хасекі та валіде. Валіде, незалежно від її походження, могла бути дуже впливовою (найбільш відомий приклад Нурбану-султан).
Після 9 років наложниця, ні разу не обрана султаном, мала право покинути гарем. В такому випадку султан знаходив їй чоловіка і давав посаг, вона отримувала документ про те, що є вільною людиною.
Вплив мешканок гарему на султанів використовували посланці іноземних держав. Так, посол Росії в Османській імперії М. І. Кутузов, прибувши в вересні 1793 року в Стамбул,  відправив валіде-султан Міхрішах багатющі подарунки і, і «султан цю увагу до його матері прийняв з чутливістю». Кутузов удостоївся подарунків у відповідь від матері султана і прихильного прийому самого Селіма III. Російський посол зміцнив вплив Росії в Туреччині і схилив її до входження в союз проти революційної Франції.
З XIX століття, після скасування рабства в Османській імперії, всі наложниці стали надходити в гарем добровільно і за згодою батьків, сподіваючись на досягнення матеріального благополуччя і кар'єри. Гарем османських султанів був ліквідований в 1908 році.

## Ієрархія
Вищий ранг
- Валіде
- Хасекі
- Неодружені сестри, доньки, та племінниці султана
- Баш-кадин (головна дружина, мати старшого спадкоємця)
- Кадин (мати спадкоємця)

Нижчий ранг
- Хазнедар-уста (скарбнича, розпорядниця покоїв валіде)
- Баш-калфа
- Калфа
- Фаворитки
- Білі євнухи
- Чорні євнухи
- Джаріє